# Odeon Bërdufi
Odeon Bërdufi, född den 20 oktober 1990 i Tirana i Albanien, är en albansk fotbollsspelare som från 2012 stod utan kontrakt. Han spelar som anfallare för KF Korabi Peshkopi.